# Lagonoy
Lagonoy ist eine philippinische Stadtgemeinde in der Provinz Camarines Sur. Sie hat 55.465 Einwohner (Zensus 1. August 2015). Die Gemeinde liegt im Westen der Caramoan-Halbinsel, grenzt im Norden an die Küste der Philippinensee und im Südosten an die Küste des Golf von Lagonoy. 

## Baranggays
Lagonoy ist politisch in 38 Baranggays unterteilt.
| - Agosais - Agpo-Camagong-Tabog - Amoguis - Bocogan - Balaton - Binanuahan - Burabod - Cabotonan - Dahat - Del Carmen - Ginorangan (Genorangan) - Gimagtocon - Gubat | - Guibahoy - Himanag - Kinahologan - Loho - Manamoc - Mangogon - Mapid - Olas - Omalo - Panagan - Panicuan - Pinamihagan - San Francisco (Pob.) | - San Isidro - San Isidro Sur (Pob.) - San Isidro Norte (Pob.) - San Rafael - San Ramon - San Roque - San Sebastian - San Vicente (Pob.) - Santa Cruz (Pob.) - Santa Maria (Pob.) - Saripongpong (Pob.) - Sipaco |

## Söhne und Töchter
- Jose Alan Dialogo (* 1962), römisch-katholischer Geistlicher, Bischof von Sorsogon